# Prozessmanager Produktionstechnologie
Geprüfter Prozessmanager Produktionstechnologie ist ein Fortbildungsberuf. Prozessmanager Produktionstechnologie arbeiten in mittelständischen und großen produzierenden Betrieben. Ihre Aufgabe ist die Produktionsplanung in einem umfassenden Sinn. Dabei befassen sie sich mit Konzeption, Entwicklung, Implementierung und dem Anlauf neuer Produktionsprozesse sowie die Planung und Steuerung neuer und bestehender Produktions- und Fertigungslinien. Im Rahmen des Simultaneous Engineering arbeiten sie eng mit der Produktentwicklung zusammen.
Voraussetzung für die Fortbildung zum Prozessmanager ist eine abgeschlossene Berufsausbildung, z. B. zum Produktionstechnologen und qualifizierte Berufserfahrung, z. B. als Prozess- oder Applikationsexperte. Die Dauer der Weiterbildung kann variieren, da sie nicht vorgeschrieben ist.